# Подкормилье
Подкормилье (укр. Підкормілля) — село в Любешовской поселковой общине Камень-Каширского района Волынской области Украины.
До 2020 года входило в Любешовский район.
Код КОАТУУ — 0723186103. Население по переписи 2001 года составляет 822 человека. Почтовый индекс — 44214. Телефонный код — 3362. Занимает площадь 18,105 км².